# Segovia
Segovia er en by og kommune i det centrale Spanien i provinsen Segovia. Den har et indbyggertal på 51.525 (2024) indbyggere.
Segovia er hovedstaden i provinsen af samme navn. Den gamle by og den romerske akvædukt blev erklæret som verdensarvssted af UNESCO i 1985. Akvædukten betragtes som det vigtigste værk inden for romersk civilingeniør i Spanien og er et af de mest betydningsfulde og bedst bevarede monumenter i det Romerriget på den Iberiske halvø.